# دردار غيرنزي
دردار غيرنزي (الاسم العلمي:Ulmus sarniensis) هو نوع هجين غير مؤكد من النباتات يتبع جنس الدردار من الفصيلة الدردارية.